# 세습군주제
세습군주제(영어: hereditary monarchy)는 군주의 통치권이 가문의 다른 구성원으로 넘어가는 권력 승계 방식이다. 같은 가문 출신을 통해 세대를 이어가며 지속적으로 통치권이 세습될 때 그 일련의 통치자들이 왕조를 구성한 것으로 간주하게 된다. 이는 역사적으로 가장 흔한 형태의 군주제이며 현존하는 군주제에서도 지배적인 형태로 남아있다.
군주제 국가에서 국가원수인 군주의 지위와 권력이 계승되는 방법을 기준으로 하여 군주제를 분류할때, 혈통을 통한 세습 방식을 취한 군주제를 말한다. 이와 다른 것으로는 선거군주제가 있다. 세습은 신의 섭리를 바탕으로 한 혈통으로 정통성을 인정받았다. 세습제의 장점은 통치권계승에 따른 투쟁예방, 권력공백 최소화, 후계자 조기양성, 권력이양의 예견을 통한 정국안정 등이 있다. 단점으로는 무능한 군주의 출현, 실정에 대한 무대책, 권력과 부의 불평등분배, 누대에 걸친 불합리성 지속 등을 들 수 있다.
유럽사에서 있어서 세습의 기원은 기독교 문화권인 만큼 성경에 나온 아브라함 시대에 있다고 할 수 있겠다. 또한 로마제국 시절에 권력계승를 놓고 벌린 투쟁을 종결시키기 위해 도입된 혈통 세습제가 있었다. 프랑크 왕국은 살리카 법을 근거로 여성상속을 금했고 분할상속의 폐해를 줄이기 위해 10세기에 독일과 프랑스가 장자상속제를 채택하며 전통으로 자리잡게 되었다. 서출의 상속배제는 기독교의 가르침에 입각한 일부일처제가 정착되면서 시작되었다. 조선시대의 세습원칙은 국왕의 장자에게 왕권을 이양하는 것으로, 이는 이미 고려 태조때 「훈요십조(訓要十條)」를 통해 규범화된 전례가 있으며 주자가례를 따른 것이기도 하다.

## 군주의 세습

### 군주제
주권이 국민에게 있는 민주제나 국가의 최고 결정권이 인민에게 있는 공화제(Republic)와 달리, 주권과 국가원수의 지위가 상징적으로든 실질적으로든 군주에게 있는 정치체제를 말한다. 군주의 호칭은 나라마다 문화와 관습에 따라 왕, 황제 등으로 다르며 국가도 군주의 호칭에 따라 왕국, 제국, 공국 등으로 불린다. 군주제는 고대 국가의 탄생과 함께 시작된, 가장 역사가 오래되고 기본적인 형태의 정치체제로 근대 이전까지는 군주제가 국가와 동일하게 여겨지기도 했다.
군주의 지위와 권력이 계승되는 방법을 기준으로 해서 세습군주제와 선거군주제로 구분되며, 군주가 지니는 권한의 범위를 기준으로 하여 전제군주제와 입헌군주제로 나뉜다. 근대에 들어 공화주의 이념과 정치운동이 확산되면서 많은 나라들에서 군주제가 폐지되었다. 오늘날에도 군주제를 유지하고 있는 나라들이 적지 않으나 다수의 국가가 입헌군주제와 세습군주제를 채택하고 있다.

### 계승 원칙
신의 뜻에 바탕을 둔 신정적(神政的) 군주제에 따라 권력의 기원과 세습의 정당화는 혈통으로 그 합법성과 정통성을 인정받았다. 또한 국가라는 큰 가족의 가장이라는 지위에 바탕을 둔다고 하는 가부장적(家父長的) 군주제의 개념이 도입되면서 장자 상속제가 뿌리내리게 되었다. 세습 군주국에서의 왕위 계승 원칙으로는 전형적인 장자우선, 성별과 무관하게 첫째 자녀, 서출 배제 등을 왕위 계승 원칙으로 하지만, 치적이 뛰어난 왕자 중에서 후계자를 지명, 경쟁을 통한 결정, 남손직계가 끓어질 경우에 형제나 방계 가문의 일족중에 선정하는 등에 방법들이 존재 하기도 한다. 일반적으로 장자상속에 의한 세습으로 통치권이 이양된 정권이 다른 방식의 교체된 정권보다는 안정성면에서는 뛰어났다고 한다.
이론적으로, 세습 군주국의 군주가 죽거나 퇴위할 때, 왕관은 일반적으로 다음 세대에게 넘어간다. 자식이 없는 경우 왕위는 사전에 정해진 계승 순서에 따라 형제, 자매, 조카, 사촌 또는 다른 친척에게로 넘어갈 수 있으며, 예견치 못한 사고로 사망하는 경우 등을 대비하여 왕위계승 자격이나 순위를 법률로 명문화 하기도 한다. 이러한 과정을 통해 누가 먼저 다음 군주가 될 것인가를 결정하여 왕족들 간의 분쟁을 피할 수 있다.

### 장점과 단점
세습군주제가 정착될 경우에 차기 통치권 계승자를 미리 알 수 있기 때문에 통치권 계승을 놓고 발생할 수 있는 권력투쟁을 예방하고, 권력공백 최소화하며, 후계자 조기교육을 통하여 자질이 훌륭한 통치자를 양성할 수 있다는 장점이 있다. 또한 군주가 유능하고 억압적이지 않고 합리적이며  적절한 위엄을 유지한다면, 이는 지배 가문에 대한 대중의 충성도가 상승하고 국정이 안정적으로 흐를 수 있다. 조선 태종 이방원으로부터 세종으로 이어진 안정된 세습으로 인해 태평성대를 이루었던 역사가 좋은 예라 할 수 있다.
세습 군주제의 가장 큰 단점은 후계자가 육체적으로 허약하거나 기질적으로 통치에 적합하지 않을 때 큰 문제가 발생한다는 점이다. 다른 단점으로는 군주의 실정에 대해 직접적으로 책임을 물을 수 없고 무능한줄 알면서도 국가원수를 갈아치우거나 선택할 수 없는 국민의 무기력함, 사회 전반에 걸친 부와 권력의 불평등한 분배, 군주와 그 가문의 지지자들의 이익을 위한 시대에 뒤떨어진 정책과 종교 및 사회경제 구조의 지속 등이 있다.
스페인은 1406년 즉위한 후안 2세로부터 그의 아들 엔리케 4세의 치세기동안 간신 알바로 데 루나의 국정농단과 반란 등이 수차례 이어져 극심한 혼란이 지속되었다. 2대에 걸친 무능한 세습군주의 출현으로 무려 68년동안이나 백성들의 삶은 피폐했었다. 잉글랜드에서도 1272년에 즉위한 존 왕과 그의 아들 헨리 3세까지 무려 73년간이나 무능한 군주가 치세하는 혼란기가 있었다.
프랑스 루이 14세의 집권말기에 빈번한 전쟁 및 무리한 정책추진 그리고 낭트칙령 폐지후(1685년) 종교탄압으로 상공업에 종사하던 개신교들의 망명으로 프랑스 경제가 큰 타격을 입었다. 이후 특별한 대안없이 루이 15세와 16세로 세습이 이어지며 상황은 더욱 악화되었고 프랑스 대혁명으로 치닷고 말았다. 이는 한명의 군주에게 지나치게 많은 권력이 집중된 절대군주제와 세습군주제가 결합되어 나타난 폐해에 해당한다. 이를 개선하기 위해 입헌군주제가 출현하거나 통치권 세습을 폐지하고 공화정을 도입하게 되었다.

### 모계혈통과 여성상속
역사적으로 세습제도는 남성에게만 한정되어 있는지, 여성에게도 자격이 있는지에 대한 것을 중심으로 차이가 있었다. 왕위는 대개 장남에게 넘어갔는데, 이는 전쟁에서 군대를 이끄는 능력이 왕권의 필요조건이었기 때문이다. 부계계승은 여성이 승계할 수 없거나 남성 후손에게 상속권을 물려줄 수 없는 제도를 말한다. 동족상속은 한때 남녀 모두 상속자가 되는 것을 의미했지만, 현대에서는 성별에 관계없이 연장자에 의한 상속을 의미한다. 또 다른 고려 요소는 후보자나 후보자의 배우자의 종파, 특히 군주가 종교적 역할을 가지고 있는 경우이다.
여성의 사회적 기여도가 적은 관계로 프랑크 왕국에서는 살리카 법을 근거로 여성상속을 금하였다. 이후 유럽 다수의 군주국에서 묵시적으로 이를 따르는 전통이 이어졌다. 잉글랜드 헨리 1세의 딸인 마틸다는 스티븐을 상대로 1135년부터 벌린 왕위계승전에서 승리했다. 그러나 여왕즉위의 전례가 없었고 이에 대한 귀족들의 반발로 결국 즉위에 실패한다. 1328년 프랑스의 샤를 4세가 후계없이 사망하자 잉글랜드 에드워드 3세는 샤를 4세의 조카이자 필리프 4세의 외손자의 자격을 들어 프랑스 왕위를 요구했다. 그러나 프랑스는 살리카 법을 근거로 이를 묵살했다. 훗날 에드워드 3세는 모계혈통에 따른 프랑스 왕위계승권을 명분삼아 백년전쟁을 일으켰다.
헨리 8세는 첫 왕비 캐서린이 딸만 낳은후 아들을 낳지 못하자 선대조 마틸다의 여왕 즉위실패의 선례를 상기하며 큰 고민을 하게 된다. 1527년에 교황에게 혼인무효 허락을 요청했으나 거절당하자, 1533년에 종교개혁을 단행하여 자신의 이혼을 합법화한후 재혼을 통하여 아들을 얻었다. 헨리 8세의 사후 그의 아들에 짧은 즉위가 이어졌고 1553년에 헨리 8세의 딸인 메리 1세가 즉위했다. 또한 연이어 엘리자베스 1세가 즉위하며 여왕 즉위는 합법화되었다. 선례가 누적되어 관례화되고 관례가 이어져 전통으로 굳어지면서 정당성을 인정받게 되었다.
스페인에서는 후안 2세와 엔리케 4세의 치세 68년간의 혼란을 종식시키며 1474년에 이사벨 1세 여왕이 즉위하며 여성도 왕위를 계승 할 수 있다는 전통이 이미 15세기에 생겼다. 물론 4년간에 걸쳐 포르투갈과 카스티야 왕위 계승전을 치루며 알카소바스 조약을 통해 많은 손해를 감수하고 얻어낸 댓가였다. 1700년 스페인 카를로스 2세가 후계없이 사망한후 왕관은 프랑스 부르봉 왕가의 펠리페 5세에게 돌아갔다. 이는 그의 조모가 스페인 펠리페 4세의 딸이라는 모계혈통에 따른 왕위계승이었다. 현대 유럽 군주국에서 왕위계승은 적장자, 남성 우선 왕위계승, 아들이 없을 경우 장녀가, 성별에 무관하게 첫째가 계승하는 제도 등이 채택되고 있다.

### 정략 결혼
조선 태조 이성계는 역성혁명을 통해 조선을 개국했으며 중국 한나라의 태조 유방과 명나라의 태조 주원장은 모두 농민 출신이었다. 그러나 유럽사에서는 평민이나 하급귀족이 아닌 고위귀족 즉 종친으로 분류되는 대귀족들을 통해 왕조가 변경된 역사가 존재하는 것이 대부분이다. 또한 남손직계 혈족이 단절되었을때에 여성이나 모계혈통에 의한 왕권승계가 진행되었다. 이를 위해 유럽의 왕가사이에 왕권세습을 위해 정치적인 이해가 결부된 정략결혼이 이루어졌다. 정략결혼시 여성의 경우에 많은 현금 또는 영지를 지참금으로 가지고 가야했다.
왕위세습이라는 기득권을 유지하기 위하여 가급적 왕가간에 정략결혼이 빈번하게 이루어지다 보니 근친혼이 이루어지는 경우가 많았다. 이로 인해 가장 심각한 부작용이 발생한 가문은 합스부르크 가문이었다. 빈번한 근친혼이 누대에 걸쳐 진행되다보니 사산, 유산, 요절, 유전병, 신체장애를 가지고 태어나는 경우가 다반사였다. 대표적인 예가 스페인 합스부르크 왕조의 펠리페 2세의 아들 돈 카를로스와 후대의 카를로스 2세였다. 또다른 예로 스페인 펠리페 4세인데, 그는 2명의 왕비로부터 낳은 12명의 자녀중에 2명만이 장성하고 나머지는 모두 요절, 사산했다.
정략결혼이 부정적인 것만은 아니다. 혈통을 근거로 하여 봉건시대에 난무했던 반란이나 정난, 권력투쟁, 왕위계승전 등 폭력적인 방법을 피하여 통치권을 안정적으로 계승할 수 있는 장점이 있다. 16세기 전반기에 카를 5세가 스페인과 독일을 물려받은 것은 정략결혼을 통해 물려받은 혈통때문이었다. 외할아버지 페르난도 2세로부터 스페인과 나폴리 왕국을 물려받았고 친할아버지 막시밀리안 1세를 통해 오스트리아를 세습받은 후 이를 바탕으로 황제선거에 출마하여 신성로마 황제로 등극하였다. 이는 1494년 프랑스 샤를 8세의 이탈리아 침공하자 프랑스를 견제하기 위해 스페인과 합스부르크 가문이 정략결혼하였는데, 카를 5세는 이 결혼의 최대수혜자가 된것이다.

### 권력 찬탈
적장자계승이라는 혈통에 의해 그 정통성을 인정받는 세습제하에도 정란으로 군주가 교체되기도 했다. 조선시대에는 계유정란, 인조반정, 중종반정이 이에 해당한다. 1453년의 계유정란에서 보듯이 어린 조카의 왕권을 찬탈한 예는 동서양 역사에 허다하다. 명나라의 3대황제 영락제는 1399년에 '정난의 변'을 일으켜 조카 건문제의 황위를 찬탈했으며, 잉글랜드 리처드 3세 역시 조카 에드워드 5세의 왕권을 차지했다. 밀라노 공작 루토비코 스포르차도 조카 잔 갈레아초의 통치권을 찬탈한 후 이를 정당화 시키기 위해 프랑스 샤를 8세의 이탈리아 침공을 도왔다. 이후 이탈리아는 무려 8차례에 걸친 큰 전쟁으로 대 혼란에 빠졌다. 잉글랜드의 스티븐은 1135년 사촌 여동생 마틸다가 즉위도 하기전에 왕위를 가로챘다. 헨리 4세 역시 사촌동생 리처드 2세로부터 권력을 찬탈했다.

### 선위
선위(禪位)는 군주가 살아 생전에 다른 사람에게 군주의 지위를 물려주는 일을 말한다. 보통 같은 왕조에서 아버지가 아들에게 왕위를 물려주고 자신은 상왕(上王, 또는 상황(上皇))으로 물러나게 된다. 중국의 역사에서는 아들을 제쳐두고 혈통이 다른 인물에게 왕위를 물려주는 것을 선양(禪讓)이라고 하여 유교적 이상향의 하나로 여긴다. 이처럼 선양도 선위의 일종이다.
한국 역사에서 맨 처음 선위를 기록한 왕은 고구려 제6대 태조왕으로, 146년 재위 94년에 100세의 고령으로 동생 수성에게 왕위를 물려주니 그가 차대왕이다. 다음으로 신라 제51대 진성여왕은 궁예와 견훤 등이 나라를 세워 신라를 괴롭히자 왕위를 감당치 못하고 재위 11년 만인 897년 태자 요에게 물려주었다. 이외에도 고려시대에는 몇차례 선위가 더 이루어진 역사가 있다. 조선시대에는 태조가 왕자의 난 이후 정치에 뜻을 잃고 1398년에 정종에게, 정종은 1400년 태종에게, 태종은 1418년 세종에게 선위하였다. 세조, 중종, 인종, 고종등이 선위한바 있다.
카를 5세는 1556년에 스페인과 나폴리 등은 아들 펠리페 2세에게, 오스트리아와 신성로마제국은 동생 페르디난트 1세에게 물려주고 은퇴하였다. 2019년 4월 30일, "천황 퇴위 특례법"에 따라 제125대 일왕 아키히토가 황태자 나루히토에게 선위하였다.

## 유럽의 통치권세습

### 장자상속
살리족은 살리카법울 제정하여 여성상속을 금지했으며 형제간에는 분할상속제를 선택하였다. 부족을 넘어 프랑크 왕국을 경영하면서도 이런 전통을 고수했다. 이로 인해 많은 문제가 발생했는데, 상속의 불만으로 인해 골육상쟁이 벌어졌고 분열과 통일이 반복되었다. 메로빙거 왕조에 이어 샤를마뉴의 카롤링거 왕조의 말기까지 이런 갈등과 분열은 지속되었다. 동프랑크 왕조에서 카롤링거의 직계는 911년에, 서프랑크에서는 987년에 카롤링거 왕실이 끝났는데, 이후 프랑스와 독일은 모두 분할상속제를 버리고 장자상속제를 도입하였다.

### 공동통치와 반란
독일의 하인리히 3세는 3살된 장남 하인리히를 1053년에 공동통치자로 임명했다. 이런 덕분에 하인리히 3세가 1056년에 갑자기 사망했을 때, 비록 6살의 어린 나이였지만 하인리히 4세는 특별한 문제없이 왕위에 오를 수 있었다. 하인리히 4세도 선례에 따라 1087년에 13살이 된  장남 콘라트를 공동통치자로 임명하였다. 그런데 콘라트는 1093년에 반란을 일으켰다. 1098년, 반란진압에 성공한 하인리히 4세는 장남 콘라트를 폐위시키고, 차남 하인리히 5세를 공동통치자로 임명하였다. 아울러 하인리히 4세는 차남 하인리히 5세에게 제국 정치에 관여하지 않겠다는 선서를 시켰다. 그러나 차남 역시 1104년 반란을 일으켰다. 반란진압에 실패한 하인리히 4세는 1105년 12월에 강제 퇴위당한 뒤 다음해 병사하고 말았다.
잉글랜드의 헨리 2세는 당대에 유럽에서 가장 넓은 영지를 소유한 부유한 군주였다. 아키텐, 앙주, 노르망디, 가스고뉴 등 유럽대륙내 영지가 프랑스 왕보다 많았다. 헨리 2세는 왕권강화를 위해 1170년에 왕세자 헨리를 공동통치자로 임명하였다. 그러나 실권을 넘기지 않았기에 장남 헨리와 빈번하게 갈등했다. 1173년 장남 헨리가 동생들과 함께 반란을 일으켰다. 반란을 진압한후 아들들을 용서했으나 여전히 반항적이던 헨리는 1181년에 다시 반란을 일으켰다. 그러나 이번 반란은 1183년 6월에 장남 헨리가 갑자기 죽으면서 종결되었다. 왕세자가 된 차남 리처드가 상속에 불만을 품고 1188년 11월에 프랑스 왕 필리프 2세와 동맹을 맺고 반란을 일으켰다. 자신이 평소 아끼던 막내 존마저 반란에 가담하자 충격을 받은 헨리 2세는 전의를 상실한채 1189년 7월 투렌 시농에서 죽고 말았다.
왕세자의 개념이 정착되지 못했던 시절에 적장자를 공동통치자로 임명하기도 했다. 이는 후계구도를 든든하게 하여 왕권을 강화하기 위한 방편이었다. 중앙집권을 위해서라도 권력세습 구도를 분명히 할 필요성이 있었다. 그러나 이런 조치는 반란의 단초가 되기도 했다. 이런문제를 해결하기 위해서 왕위계승권자를 공동통치자가 아닌 특정 지역의 영주로 임명하여 국정개입을 차단하는 전통이 정착되어갔다.

### 법정추정 상속인
현대 유럽 대부분의 군주국에서 왕위계승은 적장자, 남성 우선 왕위계승을 원칙으로 하되, 아들이 없을 경우 장녀가 왕위를 계승할 수 있다. 영국, 스페인, 덴마크, 모나코 등이 이 원칙을 지키며 스웨덴, 벨기에, 노르웨이, 네덜란드 등은 성별에 관계없이 첫째가 왕위를 계승하고 있다. 차기왕위계승 1순위자에게는 왕위계승권자나 왕위에 대한 법정추정상속인이라는 의미가 부여된 상징성이 있는 실질적인 귀족 작위를 내리는 전통이 있다. 예를 들어 영국은 웨일스 공, 스페인은 아스투리아스 공, 네덜란드는 오라녜 공이라는 공식직함을 가진다.

## 그밖의 나라
상속과 왕위세습에 있어서 많은 나라들이 장자 우선 제도를 채택하는 반면에, 몽골족은 막내우선제를, 만주족이나 튀르크는 경쟁을 통해 후계자를 선정하는 등 다양한 제도가 운용되어 왔다. 각기 장단점이 있기는 하나 골치아픈것은 동일하다. 조선시대의 왕위 계승에는 두 가지 원칙이 있었다. 왕비의 장남이 왕이 되는 적장자 왕위계승과 덕이 있는 사람이 왕이 된다는 원칙이다. 적장자 왕위계승에는 여러 장점이 있는 반면에 적장자보다 다른 왕자가  유능한 경우에는 쿠데타의 가능성 때문에 정국이 불안했다. 또 왕비가 아들을 낳지 못하고 후궁들만 여러 아들이 있는 경우 이들 사이의 치열한 암투로 정치 불안이 가중되었다. 적장자 계승원칙은 잘 지켜지지 않았다. 27명의 왕 중 7명만이 적장자 출신이었다. 적장자로 세자에 책봉되었으나 즉위하지 못한 경우도 7명이나 된다. 반면 적장자가 아니면서 왕이 된 경우는 20명이나 된다. 후궁의 아들로 왕위에 오를 경우 대부분 격렬한 궁중 암투를 겪었다.
세자로 책봉되면 종묘에 고하고 사후에 형식적이었지만 중국의 허락을 받았다. 동궁(東宮)에서 기거하기 시작하며 나머지 왕자(대군)들은 궐밖으로 나가 사가에서 지냈다. 세자에게는 독립된 기관, 인원, 예산이 배정되어 왕에 버금가는 예우를 받았다. 세자는 정치와 인사에 간여할 수 없었으나 필요에 따라 대리청정하는 경우는 있었다. 세자가 불초(不肖) 하거나 덕이 없는 처신을 할 경우에 폐위되기도 한다. 또한 즉위하기 전에 죽으면 그의 아들인 왕세손(王世孫) 왕위계승권을 이어받는다. 조선 태종의 장남 양녕은 1418년 6월에 폐세자 되었고 삼남 충녕(훗날 세종)이 세자로 책봉되었다. 조선 정조는 7살에 세손에 책봉되었으나 아버지 사도세자가 1762년 사망한후 왕위계승권을 물려받았다.

## 같이 보기
- 추정상속인